# 村松城
村松城（むらまつじょう）は、新潟県五泉市村松にあった日本の城。村松藩の藩庁が置かれた。

## 歴史
上杉氏が越後国を統治していた時代に館があったと伝えられる。寛永16年（1639年）に村上藩主（村上城主）だった堀直竒の次男・堀直時が蒲原郡安田3万石を分封され、その後の正保元年（1644年）に堀直吉によって村松に陣屋が築かれた上で城下町が形成された。嘉永3年（1850年）九代藩主の堀直央が城主格拝命したことにより大改築が行われた。
1868年（明治元年）の戊辰戦争で奥羽列藩同盟に加盟した村松藩によって自ら火をかけられた。1871年（明治4年）の廃藩置県で村松県庁舎が置かれたが、県が新潟県に吸収合併された後に土地は払下げされた。1979年（昭和54年）から1984年（昭和59年）にかけて村松町によって土地が買収されたのちに郷土資料館と民具資料館がつくられ1987年（昭和62年）から村松城跡公園となっている。公園には蒲原鉄道の実際の車両も展示されている。城跡自体は史跡には指定されていないが、城絵図面（『村松御城絵図面』・『村松城城郭図及び南御殿の図』・『村松城下図』）が五泉市の有形文化財となっている。
近年発見された城郭絵図『御普請方絵図』、『山田岩蔵覚書絵図』、『御目付方御用手控』、『御次勤向覚』などの資料により百分の一の本丸御書院、二の丸南御殿の模型が制作された。

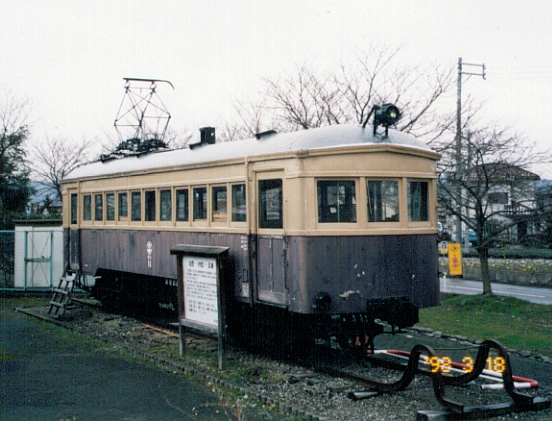
城跡公園内に保存されている蒲原鉄道の車両（1998年）
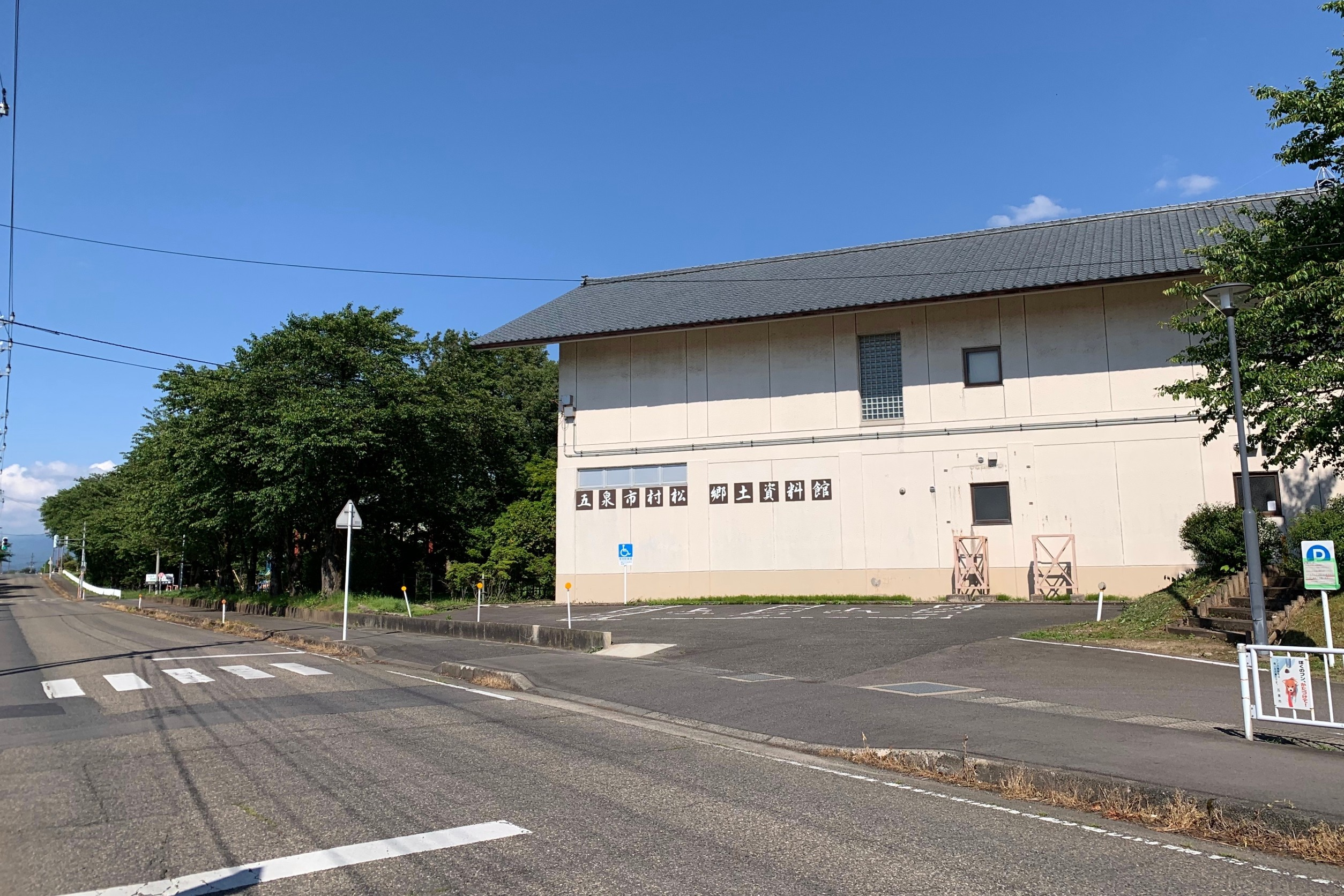
城跡公園内にある村松郷土資料館（2020年5月） 城郭内を貫く左側の道路は蒲原鉄道線の跡。
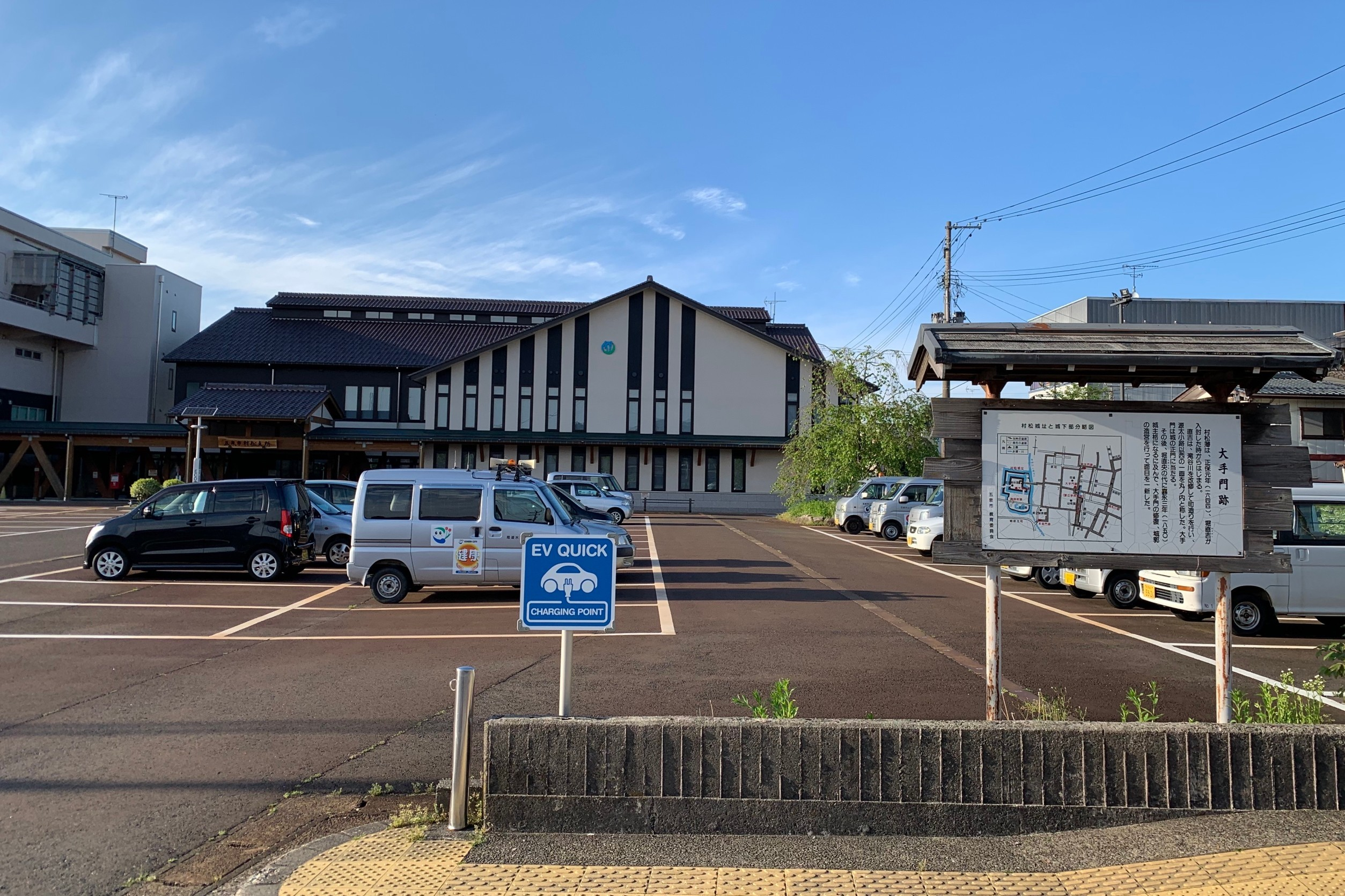
大手門跡に立地する市役所村松支所（旧村松町役場）

## 近隣の施設
- 村松公園
- 五泉市立村松小学校
- 新潟県立村松高等学校
- 新潟大学農場